# Minami Hiragishi (métro de Sapporo)
Minami Hiragishi (南平岸駅, Minami-Hiragishi-eki) est une station du métro de Sapporo au Japon. Elle est située dans l'arrondissement de Toyohira à Sapporo.

## Situation sur le réseau
La station Minami Hiragishi est située au point kilométrique (PK) 10,1 de la ligne Namboku entre la station Hiragishi, en direction du terminus nord Asabu, et la station Sumikawa, en direction du terminus sud Makomanai.

## Histoire
La station a été inaugurée le 16 décembre 1971 sous le nom Reien-Mae. Elle prend son nom actuel en 1994.

## Services aux voyageurs

### Accès et accueil
La station est ouverte tous les jours.

### Desserte
- Ligne Namboku :
  - voie 1 : direction Makomanai
  - voie 2 : direction Asabu